# إبراهيم جمعة
إبراهيم جمعة (بالإنجليزية: Ibrahim Juma)‏ هو عداء مسافات طويلة تنزاني، ولد في 25 فبراير 1958.

## وصلات خارجية
- إبراهيم جمعة على موقع أوليمبيديا (الإنجليزية)